# Hoëricourt
Hoëricourt, également écrit Hoéricourt, est une ancienne commune française du département de la Haute-Marne en région Grand Est. Détruite pendant la seconde Guerre mondiale, son territoire communal est réuni à celui de Saint-Dizier en 1952.

## Géographie
Hoëricourt est situé sur la rive droite de la Marne, à l'ouest de Saint-Dizier.

## Toponymie
Anciennement mentionné : Oherecacurte en 876, Auricurte en 1107, Horicurte en 1153, Horicort en 1230, Hoiricort en 1240, Horicourt en 1450, Hoiricourt en 1660, Hoiricour au XVIIIe siècle, Hoiricourt en 1793.
Selon Ernest Nègre, qui se base sur la mention de 876, il s'agit peut-être du nom de personne germanique Odericus + a + cortem.

## Histoire
En 1789, Hoëricourt fait partie de la province de Champagne dans le bailliage de Vitry.
Ce village est détruit par les bombardements des alliés entre 1943 et 1944.
Le 20 mars 1952, la commune d'Hoëricourt est rattachée à celle de Saint-Dizier sous le régime de la fusion simple.

## Démographie
| 1793 | 1800 | 1806 | 1821 | 1831 | 1836 | 1841 | 1846 | 1851 |
| ---- | ---- | ---- | ---- | ---- | ---- | ---- | ---- | ---- |
| 100  | 316  | 281  | 338  | 429  | 416  | 414  | 413  | 427  |

| 1856 | 1861 | 1866 | 1872 | 1876 | 1881 | 1886 | 1891 | 1896 |
| ---- | ---- | ---- | ---- | ---- | ---- | ---- | ---- | ---- |
| 418  | 441  | 427  | 382  | 355  | 361  | 311  | 332  | 277  |

| 1901 | 1906 | 1911 | 1921 | 1926 | 1931 | 1936 | - | - |
| ---- | ---- | ---- | ---- | ---- | ---- | ---- | - | - |
| 266  | 249  | 256  | 255  | 274  | 285  | 320  | - | - |

## Lieux et monuments
- Vestiges de l'église Notre-Dame d'Hoëricourt
- Cimetière